# Sollers JSC
Sollers-Auto anteriormente conocida como OAO Severstal-Auto es una compañía holding rusa que controla bloques de acciones en OAO Fábrica de Automóviles de Ulianovsk (UAZ), OAO Fábrica de Automóviles de Zavolzhye (ZMZ) y OAO ZMA. Las empresas de Severstal-Auto son marcas automovilísticas bien conocidas y que ocupan posiciones estables en sus segmentos de mercado.

## Historia
Desde 2006, SeverstalAvto es propietario de la fábrica de automóviles ZMA (del ruso: ЗМА, Завод малолитражных автомобилей) en Naberezhnye Chelny, Rusia. La factoría previamente era en parte propiedad de Kamaz y era una de las bases de producción del minicoche Lada Oka. SeverstalAvto está listada en el RTS Index.
La producción del Oka iba a ser eliminada en 2006 después de 17 años y remplazada por un número de modelos de Fiat como el Albea y el Doblo. Además de los productos de la firma italiana, SeverstalAvto produce el SsangYong Rexton, un modelo SUV que la firma también intenta producir en la planta del grupo de UAZ.
El 11 de julio de 2006, en ámbito de aplicación del acuerdo previamente firmado con la compañía japonesa Isuzu, uno los principales fabricantes mundiales de vehículos comerciales, SeverstalAvto empezó la fabricación de camiones Isuzu NQR71P con capacidad de 5 toneladas en la factoría de producción de UAZ. NQR71P es representativo de la conocida familia de camiones de la serie-N de Isuzu.
En 2008, fue renombrada "Sollers" (que significa "inteligente, inventivo" en latín). El coste de renombrado de la marca fue de en torno a $2 millones. También en 2008, fue construida una nueva planta en Elabuga para el ensamblado de la camioneta Fiat Ducato.
En febrero de 2022, a causa del conflicto armado por la invasión de Rusia sobre Ucrania, la planta dejó de producir cualquier tipo de modelo dadas las restricciones económicas y financieras impuestas por la U.E. hacia Rusia como medida de presión para el cese de hostilidades sobre Ucrania.